# St. Michael, Pennsylvania
St. Michael är en ort (CDP) i Cambria County i Pennsylvania. Tidigare hörde St. Michael till orten St. Michael-Sidman som delades i två orter, St. Michael och Sidman, inför 2010 års folkräkning.